# Rüdiger von Wechmar
Rüdiger Freiherr von Wechmar (ur. 15 listopada 1923 w Berlinie, zm. 17 października 2007 w Monachium) – niemiecki dziennikarz i dyplomata, ambasador RFN, rzecznik prasowy niemieckiego rządu, poseł do Parlamentu Europejskiego III kadencji.

## Życiorys
Pochodził z arystokratycznej niemieckiej rodziny. W okresie II wojny światowej był żołnierzem Afrika Korps, dostał się do niewoli. Przebywał w obozie jenieckim w Stanach Zjednoczonych, gdzie ukończył kurs korespondencyjny z zakresu dziennikarstwa na University of Minnesota. Po powrocie do Niemiec zajmował się dziennikarstwem w ramach agencji prasowych, najpierw Deutsche Presse-Agentur, następnie United Press International (od 1954 jako dyrektor biura w Bonn).
W 1958 podjął pracę w dyplomacji RFN, pracował jako attaché w nowojorskim konsulacie generalnym. W latach 1963–1968 ponownie zajmował się dziennikarstwem, kierując zespołem korespondentów telewizji ZDF w Europie Wschodniej. Po powrocie do administracji państwowej kierował niemieckim centrum informacyjnym w Nowym Jorku. W 1969 został wicedyrektorem biura prasowego rządu i zastępcą rzecznika prasowego rządu, którym kierował Willy Brandt. W latach 1973–1974 był rzecznikiem prasowym niemieckiego gabinetu w randze sekretarza stanu.
Od 1974 do 1981 pełnił funkcję stałego przedstawiciela RFN przy Organizacji Narodów Zjednoczonych, przewodniczył w tym czasie 35. sesji Zgromadzenia Ogólnego ONZ. Od 1981 do 1983 zajmował stanowisko ambasadora we Włoszech, a następnie do 1988 w Wielkiej Brytanii. W latach 1989–1994 z ramienia Wolnej Partii Demokratycznej, do której należał od 1971, sprawował mandat eurodeputowanego III kadencji. Był członkiem frakcji liberalnej, pracował m.in. w Komisji ds. Instytucjonalnych.